# Vlag van Padanië

De Italiaanse Partij Lega Nord eist de onafhankelijkheid voor de Padanese regio's van Italië, en wordt ook vaak geassocieerd met deze vlag, De Ster van de Alpen, een oud Keltisch symbool.

De vlag van Padanië, of de "Zon van de Alpen" is de onofficiële vlag van Padanië en het symbool van het Padaanse nationalisme. De vlag heeft een groene gestileerde zon op een witte achtergrond. Het lijkt op oude ornamenten die zijn gevonden in de kunst en cultuur van het gebied, zoals een voorbeeld van Etruskische kunst uit de 7e eeuw v.Chr. gevonden in Civitella Paganico. De vlag werd gemaakt in de jaren 1990 en werd overgenomen door Lega Nord na hun onafhankelijkheidsverklaring van Padanië.
In de vorige versie bevatte de vlag een rood Kruis van Sint-Joris en een kleinere Alpenzon in het bovenste gedeelte.